# خومژا
خومژا (به لاتین: Chełmża) یک شهرک در لهستان است که در شهرستان تورونی واقع شده‌است.

## خصوصیات
خومژا ۷٫۸۴ کیلومترمربع مساحت و ۱۵٬۲۷۳ نفر جمعیت دارد.